# جيمس روت
جيمس روت (بالإنجليزية: James Root )‏ (و. 1971  م) هو عازف قيثارة، وموسيقي، وملحن أمريكي، ولد في لاس فيغاس.

## وصلات خارجية
- جيمس روت على موقع IMDb (الإنجليزية)
- جيمس روت على موقع ميوزك برينز (الإنجليزية)
- جيمس روت على موقع إن إن دي بي (الإنجليزية)
- جيمس روت على موقع ديسكوغز (الإنجليزية)
- جيمس روت على موقع قاعدة بيانات الفيلم (الإنجليزية)

- جيمس روت في قاعدة بيانات الأفلام على الإنترنت